# (73505) 2002 TD124
(73505) 2002 TD124 – planetoida z pasa głównego asteroid okrążająca Słońce w ciągu 5,64 lat w średniej odległości 3,17 j.a. Odkryta 4 października 2002 roku.